# Brachycaudus malvae
Brachycaudus malvae är en insektsart. Brachycaudus malvae ingår i släktet Brachycaudus och familjen långrörsbladlöss. Inga underarter finns listade i Catalogue of Life.